# Przełęcz Hyrcza
Przełęcz Hyrcza – przełęcz w Bieszczadach Zachodnich w Paśmie Łopiennika i Durnej, położona na wysokości 697 m n.p.m. pomiędzy szczytami Durnej (979 m n.p.m.) a Korbani (894 m n.p.m.).
Przez przełęcz prowadzi droga, łącząca nieistniejące wsie: Tyskowa i Łopienka. Powyżej przełęczy znajduje się murowana kapliczka, kryta gontem, której początki sięgają XVIII wieku. Obecnie stojąca powstała po I wojnie światowej, a w latach 50. XX wieku popadła w ruinę. Ostatecznie została wyremontowana w latach 90. przez grupę wolontariuszy.
Po 1941 przy drodze z Tyskowej na przełęcz ustawiono 13 drewnianych krzyży, tworzących kalwarię. Podczas odpustów w cerkwi w Łopience odprawiano tu drogę krzyżową; ostatnia odbyła się w 1943.

## Piesze szlaki turystyczne
zielona ścieżka spacerowa Cerkiew w Łopience – Przełęcz Hyrcza (1.00 h, ↓ 1.00 h) – Korbania (1.30 h, ↓ 1.15 h)